# Losdolobus parana
Losdolobus parana är en spindelart som beskrevs av Norman I. Platnick och Antonio D. Brescovit 1994. Losdolobus parana ingår i släktet Losdolobus och familjen Orsolobidae. Inga underarter finns listade i Catalogue of Life.